# Protothaumalea tarda
Protothaumalea tarda är en tvåvingeart som först beskrevs av Friedrich Hermann Loew 1847.  Protothaumalea tarda ingår i släktet Protothaumalea och familjen mätarmyggor. Inga underarter finns listade i Catalogue of Life.